# Seznam vládnoucích panovníků
Toto je seznam vládnoucích panovníků. Proto panovníci, kteří byli sesazeni, nebo kteří vládli v již neexistujících monarchiích se v něm neobjevují.

## Afričtí monarchové
| Stát      | Panovník          | Datum nástupu na trůn | Druh monarchie | Královská zástava |
| --------- | ----------------- | --------------------- | -------------- | ----------------- |
| Lesotho   | král Letsie III.  | 12. listopadu 1990    | konstituční    |                   |
| Maroko    | král Muhammad VI. | 23. července 1999     | konstituční    |                   |
| Svazijsko | král Mswati III.  | 25. dubna 1986        | absolutní      |                   |

## Asijští monarchové
| Stát                    | Panovník                               | Datum nástupu na trůn | Druh monarchie | Královská zástava |
| ----------------------- | -------------------------------------- | --------------------- | -------------- | ----------------- |
| Bahrajn                 | král Hamad ibn Isa Al Chalífa          | 6. března 1999        | smíšená        |                   |
| Bhútán                  | král Džigme Khesar Namgjal Wangčhug    | 14. prosince 2006     | parlamentní    | žádná             |
| Brunej                  | sultán Hadži Hassanal Bolkiah          | 1. srpna 1968         | absolutní      | žádná             |
| Japonsko                | císař Naruhito                         | 1. května 2019        | konstituční    |                   |
| Jordánsko               | král Abdalláh II.                      | 7. února 1999         | konstituční    |                   |
| Kambodža                | král Norodom Sihamoni                  | 24. října 2004        | konstituční    |                   |
| Katar                   | emír Tamím ibn Hamad Al-Sání           | 25. června 2013       | absolutní      | žádná             |
| Kuvajt                  | emír Mišal al-Ahmad al-Džábir as-Sabáh | 16. prosince 2023     | smíšená        | žádná             |
| Malajsie                | král Ibrahim Johorský                  | 31. ledna 2024        | konstituční    |                   |
| Omán                    | sultán Hajtham bin Tárik               | 11. ledna 2020        | absolutní      |                   |
| Saúdská Arábie          | král Salmán bin Abd al-Azíz            | 23. ledna 2015        | absolutní      |                   |
| Spojené arabské emiráty | prezident Muhammad ibn Zájid Ál Nahján | 14. května 2022       | absolutní      |                   |
| Thajsko                 | král Maha Vajiralongkorn (Rama X.)     | 1. prosince 2016      | konstituční    |                   |

## Evropští monarchové
| Stát                  | Panovník                                                | Datum nástupu na trůn           | Druh monarchie    | Královská zástava |
| --------------------- | ------------------------------------------------------- | ------------------------------- | ----------------- | ----------------- |
| Andorra               | spoluknížata Emmanuel Macron a Joan Enric Vives Sicília | 14. května 2017 12. května 2003 | konstituční       | žádná             |
| Belgie                | král Filip                                              | 21. července 2013               | konstituční       |                   |
| Dánské království     | král Frederik X.                                        | 14. ledna 2024                  | konstituční       |                   |
| Lichtenštejnsko       | kníže Hans Adam II.                                     | 13. listopadu 1989              | konstituční       |                   |
| Lucembursko           | velkovévoda Jindřich                                    | 7. října 2000                   | konstituční       |                   |
| Monako                | kníže Albert II.                                        | 6. dubna 2005                   | konstituční       |                   |
| Nizozemské království | král Vilém-Alexandr                                     | 30. dubna 2013                  | konstituční       |                   |
| Norsko                | král Harald V.                                          | 17. ledna 1991                  | konstituční       |                   |
| Španělsko             | král Filip VI. Španělský                                | 19. června 2014                 | konstituční       |                   |
| Švédsko               | král Karel XVI. Gustav                                  | 15. září 1973                   | konstituční       |                   |
| Vatikán               | papež Lev XIV.                                          | 8. května 2025                  | absolutní volební |                   |

## Monarchové v Oceánii
| Stát  | Panovník       | Datum nástupu na trůn | Druh monarchie | Královská zástava |
| ----- | -------------- | --------------------- | -------------- | ----------------- |
| Tonga | král Tupou VI. | 18. března 2012       | konstituční    |                   |

## Nadkontinentální monarchové
| Stát                      | Panovník | Panovník   | Datum nástupu na trůn | Druh monarchie | Královská zástava |
| ------------------------- | -------- | ---------- | --------------------- | -------------- | ----------------- |
| Antigua a Barbuda         | král     | Karel III. | 8. září 2022          | konstituční    | žádná             |
| Austrálie                 | král     | Karel III. | 8. září 2022          | konstituční    |                   |
| Bahamy                    | král     | Karel III. | 8. září 2022          | konstituční    | žádná             |
| Belize                    | král     | Karel III. | 8. září 2022          | konstituční    | žádná             |
| Grenada                   | král     | Karel III. | 8. září 2022          | konstituční    | žádná             |
| Jamajka                   | král     | Karel III. | 8. září 2022          | konstituční    |                   |
| Kanada                    | král     | Karel III. | 8. září 2022          | konstituční    |                   |
| Nový Zéland               | král     | Karel III. | 8. září 2022          | konstituční    |                   |
| Papua Nová Guinea         | král     | Karel III. | 8. září 2022          | konstituční    | žádná             |
| Spojené království        | král     | Karel III. | 8. září 2022          | konstituční    |                   |
| Svatá Lucie               | král     | Karel III. | 8. září 2022          | konstituční    | žádná             |
| Svatý Kryštof a Nevis     | král     | Karel III. | 8. září 2022          | konstituční    | žádná             |
| Svatý Vincenc a Grenadiny | král     | Karel III. | 8. září 2022          | konstituční    | žádná             |
| Šalomounovy ostrovy       | král     | Karel III. | 8. září 2022          | konstituční    | žádná             |
| Tuvalu                    | král     | Karel III. | 8. září 2022          | konstituční    | žádná             |

## Subnárodní monarchové
| Stát         | Subnárodní území | Panovník                              | Datum nástupu na trůn | Druh monarchie | Královská zástava |
| ------------ | ---------------- | ------------------------------------- | --------------------- | -------------- | ----------------- |
| Čína         | Tibet            | dalajláma Tändzin Gjamccho            | 17. listopadu 1950    | tradiční       | žádná             |
| Francie      | Uvea             | král Patalione Kanimoa                | 17. dubna 2016        | tradiční       | žádná             |
| Francie      | Alo              | král Lino Leleivai                    | 29. listopadu 2018    | tradiční       | žádná             |
| Francie      | Sigave           | král Eufenio Takala                   | 5. března 2016        | tradiční       | žádná             |
| Ghana        | Ašanti           | Otumfuo Nana Osei Tutu II             | 26. dubna 1999        | tradiční       | žádná             |
| Ghana        | Dagbon           | Gariba II                             | 18. ledna 2019        | tradiční       | žádná             |
| Indonésie    | Yogyakarta       | guvernér Hamengkubuwono X.            | 3. října 1998         |                | žádná             |
| Jižní Afrika | KwaZulu-Natal    | zulský král                           | post uprázdněn        | tradiční       |                   |
| Nigérie      | Kano             | emír Aminu Ado Bayero                 | 9. března 2020        | tradiční       | žádná             |
| Nový Zéland  | Māori            | maorská královna Ngā Wai Hono i te Pō | 5. září 2024          | tradiční       | žádná             |
| Uganda       | Buganda          | král Muwenda Mutebi II.               | 31. července 1993     | tradiční       | žádná             |
| Uganda       | Ankole           | omugabe Charles Rwebishengye          | 2011                  | tradiční       | žádná             |
| Uganda       | Busoga           | kyabazinga William Gabula             | 13. září 2014         | tradiční       | žádná             |
| Uganda       | Bunyoro          | omukama Solomon Gafabusa Iguru I.     | 11. června 1994       | tradiční       | žádná             |
| Uganda       | Tóro             | omukama Rukidi IV.                    | 12. září 1995         | tradiční       | žádná             |
| Zambie       | Barotseland      | litunga Lubosi II.                    | říjen 2000            | tradiční       | žádná             |